# Herman Frison
Herman Frison (Geel, 16 de abril de 1961) é um antigo ciclista belga . Foi profissional de 1983 a 1996 e as suas vitórias mais importantes foram a vitória de etapa do Tour de France de 1987, os Quatro Dias de Dunquerque nesse mesmo ano, e a Gante-Wevelgem em 1990.
Atualmente é diretor desportivo do conjunto belga Lotto Soudal e anteriormente foi-o do Relax-Bodysol

## Palmarés
| 1983 - 1 etapa da Volta aos Países Baixos 1986 - 2 etapas da Volta aos Vales Mineiros 1987 - Quatro Dias de Dunquerque, mais 1 etapa - 1 etapa do Tour de France - 3º no Campeonato da Bélgica em Estrada - Grande Prêmio do 1 de Maio 1988 - 1 etapa da Volta à Dinamarca - 2º no Campeonato da Bélgica em Estrada | 1990 - Gante-Wevelgem - Nokere Koerse - 1 etapa do Tour da Comunidade Europeia 1991 - Prêmio Nacional de Clausura 1993 - Druivenkoers Overijse |

## Resultados nas grandes voltadas
| Carreira           | 1983 | 1984 | 1985 | 1986 | 1987 | 1988 | 1989 | 1990 | 1991 | 1992 | 1993 | 1994 | 1995 | 1996 |
| ------------------ | ---- | ---- | ---- | ---- | ---- | ---- | ---- | ---- | ---- | ---- | ---- | ---- | ---- | ---- |
| Giro d'Italia      | -    | -    | -    | -    | Ab.  | -    | -    | -    | -    | -    | -    | -    | -    | -    |
| Tour de France     | -    | -    | -    | -    | 122º | -    | Ab.  | -    | -    | 111º | 114º | Ab.  | Ab.  | -    |
| Volta a Espanha    | -    | -    | 93º  | -    | -    | -    | Ab.  | -    | -    | -    | -    | -    | -    | -    |
| Mundial em Estrada | -    | -    | -    | -    | Ab.  | Ab.  | -    | -    | -    | -    | -    | -    | -    | -    |

-: não participa

Ab.: abandono